# ديفانتي كلوت
ديفانتي كلوت (بالإنجليزية: Devante Clut)‏ (16 أكتوبر 1995 بسيدني في أستراليا - ) هو لاعب كرة قدم أسترالي في مركز الوسط. شارك مع منتخب أستراليا تحت 20 سنة لكرة القدم. أما مع النوادي، فقد لعب مع نادي بريزبان رور ونادي باراماتا ‏.

## روابط خارجية
- ديفانتي كلوت على موقع قاعدة بيانات كرة القدم.إي يو (الإنجليزية)
- ديفانتي كلوت على موقع عالم كرة القدم.نت (الإنجليزية)